# Nannizzia persicolor
Nannizzia persicolor är en svampart som beskrevs av Stockdale 1967. Nannizzia persicolor ingår i släktet Nannizzia och familjen Arthrodermataceae.   Inga underarter finns listade i Catalogue of Life.